# Monte Ras Dejen
El Ras Dejen, conocido también como Ras Dashen o Ras Dashan (en ge'ez ራስ ደጀን rās dejen), es una montaña ubicada en el sistema montañoso de las Simen en Etiopía. Con sus 4.553 m s. n. m., constituye la cumbre más alta del país y la décima más alta de África. Forma parte del Parque nacional de Simen, desde su creación en 1969.

## Características
Las montañas están compuestas por basalto de origen volcánico, a pesar de que en la actualidad no hay volcanes activos en el área. El monte está formado por un grupo de nueve picos rocosos, siendo el único punto del país cubierto regularmente de nieve en invierno.

## Historia
El primer ascenso registrado al Ras Dejen ocurrió en 1841, por parte de los oficiales franceses Ferret y Galinier. Sin embargo, a pesar de no existir pruebas verificables de ascensiones anteriores por parte de la población local, las condiciones favorables, y la presencia de asentamientos de pastoreo a gran altitud, hacen perfectamente posible que haya sido escalado con anterioridad a dicha fecha. En torno a los 4.300 m s. n. m., existe una pequeña fortaleza, ubicada a poco menos de una hora a pie de la cumbre, la cual fue teatro de una batalla entre dos señores locales, en el siglo XIX.
Tradicionalmente los habitantes de la zona consideraban que la cima del Ras Dejen estaba habitada por malos espíritus, creencia que duró hasta la invasión italiana de 1935, en el marco de la segunda guerra ítalo-etíope.
Una de las singularidades de esta montaña, es que su altura ha sido históricamente cuestionada. En 1873 una expedición determinó que la montaña medía 4.620 m s. n. m. En los años 60 una expedición estadounidense estimó la altura del monte en 4.543. En la actualidad se tiende a aceptar que su altura alcanza los 4.553 m s. n. m.